# Kōkaku

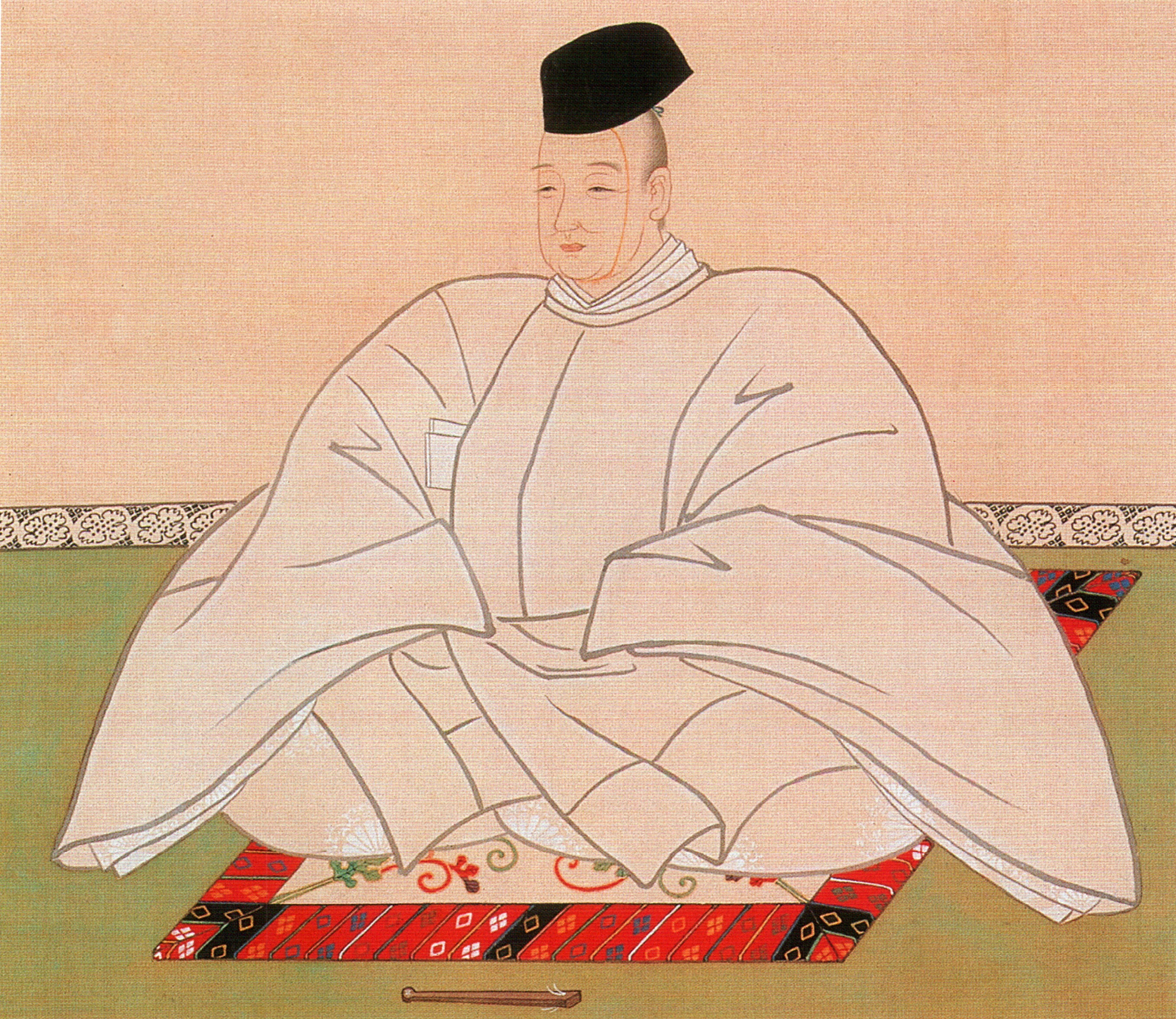
Kaiser Kōkaku

Kaiser Kōkaku (jap. 光格天皇, Kōkaku-tennō; * 23. September 1771; † 11. Dezember 1840) war der 119. Tennō von Japan.

## Leben
Kōkakus Vater war Prinz Sukehito aus dem kaiserlichen Haus Kan’in no miya (閑院宮典仁親王, Kan’in no miya Sukehito Shinnō), der wiederum von Kaiser Higashiyama abstammte. Kōkaku wollte seinem Vater den Titel Daijō-tennō (太政天皇), gleichbedeutend mit Ex-Kaiser, geben. Der Shōgun hatte keinen Gefallen an dieser Idee, so dass es zum Streit zwischen dem Hof und dem Shogunat kam.
Im Jahr 1817 dankte er zugunsten seines 17-jährigen Sohnes Ninkō ab. Es war der letzte Thronverzicht eines japanischen Kaisers bis zur Abdankung Akihitos, des 125. Tennō.
| Titel          | Kaiser Kokaku (光格天皇; Kōkaku tennō)                        |
| Eigenname      | Morohito (師仁)                                               |
| Lebenszeit     | 1771–1840                                                     |
| Regierungszeit | 1780–1817                                                     |
| Vater          | Prinz Sukehito, Kan’in no miya (閑院宮典仁親王)               |
| Mutter         | Ōe Iwashiro (大江 磐代)                                       |
| Frauen         | Prinzessin Yoshiko (欣子内親王) Kanshūji Tadako (勧修寺 婧子) |
| Kinder         | 12 Söhne und 7 Töchter                                        |
| Grab           | Nochi no Tsukinowa no misasagi (後月輪陵)                     |